# Marquesische Sprachen

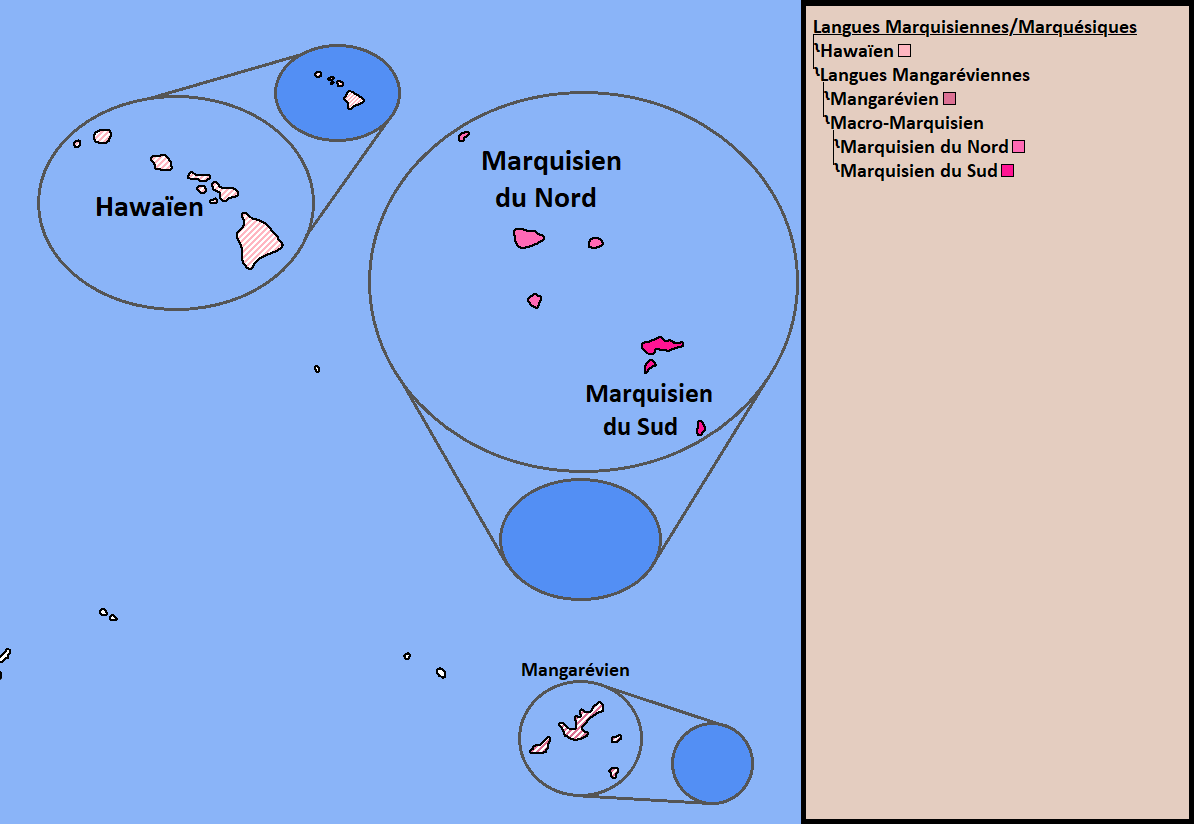

Die marquesischen Sprachen (engl. Marquesic languages; auch: Marquesas-Gruppe) sind eine Untergruppe der polynesischen Sprachen innerhalb der großen austronesischen Sprachfamilie. Die Sprachgruppe mit insgesamt 8.500 Sprechern umfasst drei Einzelsprachen (in eckigen Klammern sind jeweils die Sprachcodes nach ISO 639-3 angegeben):
- Hawaiisch [haw] (1.000 Sprecher)
- Mangareva [mrv] (2.000)
- Marquesanisch; Dialekte: Nord [mrq] (3.400), Süd [mqm] (2.100)

Hawaiisch wird auf Hawaii (USA) gesprochen, die beiden anderen Sprachen in Französisch-Polynesien (auf Mangareva bzw. den Marquesas-Inseln). Einige Forscher halten Nord- und Süd-Marquesanisch für zwei eigenständige Sprachen.
Man beachte die Unterscheidung Marquesic (Sprachgruppe) – Marquesan (Einzelsprache) im Englischen.
Untersuchungen, die auf der Austronesian Basic Vocabulary Database (University of Auckland, Neuseeland) beruhen, legen jedoch nahe, dass das Hawaiische in die tahitische Gruppe (engl. Tahitic) einzuordnen ist. Allerdings beruhen diese Untersuchungen ausschließlich auf Wortschatzdaten und können durch bewahrte oder entlehnte Lexeme irregeleitet werden: es gibt mehrere Hinweise darauf, dass Hawaii auch nach der anfänglichen Besiedlung weiterhin mit südlicheren Polynesiern im Kontakt stand und nicht isoliert blieb. Historiker wie Patrick Vinton Kirch schlagen vor, dass Hawaii zunächst von den Marquesas her besiedelt wurde, spätere Einflüsse aber bis etwa 1300 aus Tahiti kamen.